# Stortjärnen (Burträsks socken, Västerbotten, 714345-172748)
Stortjärnen är en sjö i Robertsfors kommun och Skellefteå kommun i Västerbotten och ingår i Rickleåns huvudavrinningsområde. Sjön har en area på 0,026 kvadratkilometer och ligger 146 meter över havet.

## Delavrinningsområde
Stortjärnen ingår i det delavrinningsområde (714528-172862) som SMHI kallar för Nedlagd mätstation. Medelhöjden är 163 meter över havet och ytan är 13,36 kvadratkilometer. Räknas de 137 avrinningsområdena uppströms in blir den ackumulerade arean 1 386,27 kvadratkilometer. Avrinningsområdets utflöde Rickleån mynnar i havet. Avrinningsområdet består mestadels av skog (69 procent), öppen mark (13 procent) och jordbruk (10 procent). Avrinningsområdet har 0,11 kvadratkilometer vattenytor vilket ger det en sjöprocent på 0,8 procent.